# 3-тя паралель північної широти
3-тя паралель північної широти — лінія широти, що лежить на 3 градуси північніше земної екваторіальної площини. Вона проходить через Атлантичний океан, Африку, Індійський океан, Південно-Східну Азію, Тихий океан та Південну Америку.

## Список географічних об'єктів, що перетинає 3° пн. ш.
Починаючи з Гринвіцького меридіану та рухаючись на схід, 3-тя паралель північної широти проходить через:
| Координати                                                 | Країна, територія або море       | Примітки                                                                     |
| ---------------------------------------------------------- | -------------------------------- | ---------------------------------------------------------------------------- |
| 3°0′ пн. ш. 0°0′ сх. д. / 3.000° пн. ш. 0.000° сх. д.      | Гвінейська затока                | Гвінейська затока — проходить південніше острова Біоко, Екваторіальна Гвінея |
| 3°0′ пн. ш. 9°56′ сх. д. / 3.000° пн. ш. 9.933° сх. д.     | Камерун                          |                                                                              |
| 3°0′ пн. ш. 12°57′ сх. д. / 3.000° пн. ш. 12.950° сх. д.   | Центральноафриканська Республіка | Приблизно на 2 км                                                            |
| 3°0′ пн. ш. 15°59′ сх. д. / 3.000° пн. ш. 15.983° сх. д.   | Камерун                          | Приблизно на 3 км                                                            |
| 3°0′ пн. ш. 16°0′ сх. д. / 3.000° пн. ш. 16.000° сх. д.    | Центральноафриканська Республіка |                                                                              |
| 3°0′ пн. ш. 16°30′ сх. д. / 3.000° пн. ш. 16.500° сх. д.   | Республіка Конго                 |                                                                              |
| 3°0′ пн. ш. 18°30′ сх. д. / 3.000° пн. ш. 18.500° сх. д.   | ДР Конго                         |                                                                              |
| 3°0′ пн. ш. 30°49′ сх. д. / 3.000° пн. ш. 30.817° сх. д.   | Уганда                           |                                                                              |
| 3°0′ пн. ш. 34°35′ сх. д. / 3.000° пн. ш. 34.583° сх. д.   | Кенія                            | Проходить через озеро Туркана                                                |
| 3°0′ пн. ш. 41°10′ сх. д. / 3.000° пн. ш. 41.167° сх. д.   | Сомалі                           |                                                                              |
| 3°0′ пн. ш. 46°36′ сх. д. / 3.000° пн. ш. 46.600° сх. д.   | Індійський океан                 |                                                                              |
| 3°0′ пн. ш. 73°21′ сх. д. / 3.000° пн. ш. 73.350° сх. д.   | Мальдіви                         | Проходить через атол Хаддхунматі[en]                                         |
| 3°0′ пн. ш. 73°33′ сх. д. / 3.000° пн. ш. 73.550° сх. д.   | Індійський океан                 | Проходить північніше острова Сімелуе, Індонезія                              |
| 3°0′ пн. ш. 97°22′ сх. д. / 3.000° пн. ш. 97.367° сх. д.   | Індонезія                        | Проходить через острів Суматра                                               |
| 3°0′ пн. ш. 99°54′ сх. д. / 3.000° пн. ш. 99.900° сх. д.   | Малаккська протока               |                                                                              |
| 3°0′ пн. ш. 101°14′ сх. д. / 3.000° пн. ш. 101.233° сх. д. | Малайзія                         | Селангор, Негері-Сембілан та Паханг у півострівній Малайзії                  |
| 3°0′ пн. ш. 103°26′ сх. д. / 3.000° пн. ш. 103.433° сх. д. | Південнокитайське море           | Проходить північніше острова Тіоман[en], Малайзія                            |
| 3°0′ пн. ш. 105°41′ сх. д. / 3.000° пн. ш. 105.683° сх. д. | Індонезія                        | Проходить через острів Джемаджа[en]                                          |
| 3°0′ пн. ш. 105°44′ сх. д. / 3.000° пн. ш. 105.733° сх. д. | Південнокитайське море           |                                                                              |
| 3°0′ пн. ш. 107°45′ сх. д. / 3.000° пн. ш. 107.750° сх. д. | Індонезія                        | Проходить через острів Мідаї[en]                                             |
| 3°0′ пн. ш. 107°48′ сх. д. / 3.000° пн. ш. 107.800° сх. д. | Південнокитайське море           |                                                                              |
| 3°0′ пн. ш. 108°50′ сх. д. / 3.000° пн. ш. 108.833° сх. д. | Індонезія                        | Проходить через острів Субі[en]                                              |
| 3°0′ пн. ш. 108°53′ сх. д. / 3.000° пн. ш. 108.883° сх. д. | Південнокитайське море           |                                                                              |
| 3°0′ пн. ш. 112°26′ сх. д. / 3.000° пн. ш. 112.433° сх. д. | Малайзія                         | Проходить через острів Калімантан Саравак                                    |
| 3°0′ пн. ш. 115°15′ сх. д. / 3.000° пн. ш. 115.250° сх. д. | Індонезія                        | Північний Калімантан — приблизно на 8 км                                     |
| 3°0′ пн. ш. 115°19′ сх. д. / 3.000° пн. ш. 115.317° сх. д. | Малайзія                         | Саравак — приблизно на 10 км                                                 |
| 3°0′ пн. ш. 115°25′ сх. д. / 3.000° пн. ш. 115.417° сх. д. | Індонезія                        | Північний Калімантан                                                         |
| 3°0′ пн. ш. 117°35′ сх. д. / 3.000° пн. ш. 117.583° сх. д. | Море Сулавесі                    |                                                                              |
| 3°0′ пн. ш. 125°30′ сх. д. / 3.000° пн. ш. 125.500° сх. д. | Молуккське море                  |                                                                              |
| 3°0′ пн. ш. 128°13′ сх. д. / 3.000° пн. ш. 128.217° сх. д. | Тихий океан                      | Проходить південніше атола Бутарітарі[en], Кірибаті                          |
| 3°0′ пн. ш. 78°11′ зх. д. / 3.000° пн. ш. 78.183° зх. д.   | Колумбія                         | Проходить через острів Горгона і материк                                     |
| 3°0′ пн. ш. 78°10′ зх. д. / 3.000° пн. ш. 78.167° зх. д.   | Тихий океан                      |                                                                              |
| 3°0′ пн. ш. 77°41′ зх. д. / 3.000° пн. ш. 77.683° зх. д.   | Колумбія                         |                                                                              |
| 3°0′ пн. ш. 67°42′ зх. д. / 3.000° пн. ш. 67.700° зх. д.   | Венесуела                        |                                                                              |
| 3°0′ пн. ш. 64°8′ зх. д. / 3.000° пн. ш. 64.133° зх. д.    | Бразилія                         | Рорайма                                                                      |
| 3°0′ пн. ш. 59°57′ зх. д. / 3.000° пн. ш. 59.950° зх. д.   | Спірна зона                      | Контролюється Гаяною, претендує Венесуела                                    |
| 3°0′ пн. ш. 58°9′ зх. д. / 3.000° пн. ш. 58.150° зх. д.    | Гаяна                            |                                                                              |
| 3°0′ пн. ш. 57°30′ зх. д. / 3.000° пн. ш. 57.500° зх. д.   | Спірна зона                      | Контролюється Гаяною, претендує Суринам                                      |
| 3°0′ пн. ш. 57°12′ зх. д. / 3.000° пн. ш. 57.200° зх. д.   | Суринам                          |                                                                              |
| 3°0′ пн. ш. 54°11′ зх. д. / 3.000° пн. ш. 54.183° зх. д.   | Спірна зона                      | Контролюється Францією, претендує Суринам                                    |
| 3°0′ пн. ш. 53°59′ зх. д. / 3.000° пн. ш. 53.983° зх. д.   | Франція                          | Французька Гвіана                                                            |
| 3°0′ пн. ш. 52°22′ зх. д. / 3.000° пн. ш. 52.367° зх. д.   | Бразилія                         | Амапа                                                                        |
| 3°0′ пн. ш. 50°57′ зх. д. / 3.000° пн. ш. 50.950° зх. д.   | Атлантичний океан                |                                                                              |